# 瓦拉爾省
瓦拉爾省（西班牙語：Provincia de Huaral），是秘魯的省份，位於該國中南部利馬大區，首府是瓦拉爾，始建於1976年5月11日，面積3,655平方公里，2012年人口182,409，人口密度每平方公里49.9人。